# Te voy a enseñar a querer (telenovela de 1990)
Te voy a enseñar a querer fue una telenovela colombiana escrita por Luis Felipe Salamanca y Dago García, y realizada por Producciones PUNCH en 1990 para Cadena Uno. Estuvo protagonizada por Federico Arango y Aura Cristina Geithner.

## Sinopsis
Los Méndez son una rica familia, dueña de una empresa de alimentos. Los miembros de la familia son Alejandro Méndez y su esposa Isabel Ortega, y los hijos de ambos, Pablo y Helena. Es cercano a la familia Félix, socio y mejor amigo de Alejandro. Félix contrae matrimonio con Cecilia, una mujer de oscuro pasado.
Al comienzo de la historia, Diana Rivera es una joven doctora recién graduada hija de Pedro Rivera, contable de la empresa y empleado de confianza de don Félix, se incorpora a trabajar en el pueblo de Jesús María como médico rural. Dicho pueblo carece de médico y solo ha contado con las fórmulas del boticario Milciades, un hombre de dudoso pasado y amigo íntimo del alcalde y cuyas medicinas no han sido siempre efectivas. Los Méndez son muy respetados y queridos en el pueblo de Jesús María.
Diana inicia una relación con Pablo; el hijo mayor de los Méndez, pero al morir Isabel y posteriormente Félix, Diana se convierte en el mayor apoyo de Alejandro naciendo el amor entre ambos, pero desata los celos de Pablo quien al enterarse de la relación de su padre y Diana sufre un accidente que le deja paralítico. La relación entre Diana y Alejandro entra en crisis a causa de esto. Cecilia por su lado se alía con Luis Carlos, corrupto empleado de confianza de Alejandro, para adueñarse de la empresa.

## Elenco
- Federico Arango - Alejandro Méndez
- Aura Cristina Geithner - Diana Rivera
- Chela Arias - Cecilia Maldonado
- Rebeca López - Clementina
- Dora Cadavid - Eloísa de Rivera
- Alberto Saavedra - Sacrificio Cruz Mancilla
- José Luis Paniagua - Luis Carlos López
- Héctor Rivas - Milciades Prieto
- María Eugenia Dávila - Isabel Ortega de Méndez
- Diana Sanders
- Victor Hugo Cabrera - Benedicto
- Patricia Grisales - Flor
- Iván Rodríguez - Don Jacinto, alcalde
- Mario Ferro - Pablo Méndez
- Patricia Días - Helena Méndez
- Martha Ligia Romero - Estefanía
- Luís Alberto Garcia Jiménez - Pedro Rivera
- Luis Fernando Múnera - Félix Valenzuela
- Rubén Darío Gómez - Armando Maldonado
- Ingrid Hoffmann - Camila Maldonado
- Adriana Roa - Tulia
- José Fernando Velásquez - Teniente Juan Manuel Ardila
- Luis Chiappe - Doctor Fonseca

## Adaptaciones
- En 2004, RTI realizó un remake del mismo nombre para Caracol Televisión y Telemundo, que cuenta con las actuaciones de Danna García, Miguel Varoni y Catherine Siachoque. En esta versión, se extiende el rol de algunos personajes a diferencia de la original. Iván Rodríguez participa en esta versión.